# Lepšić
Lepšić is een plaats in de gemeente Ivanić-Grad in de Kroatische provincie Zagreb. De plaats telt 54 inwoners (2001).